# Władimir Uspienski
Władimir Andriejewicz Uspienski (ros. Владимир Андреевич Успенский, ur. 27 lutego 1930, zm. 27 czerwca 2018) – rosyjski matematyk, lingwista i publicysta.

## Życiorys
Swoją karierę akademicką związał z Uniwersytetem Moskiewskim, gdzie studiował na Wydziale Mechaniki i Matematyki. Był uczniem Andrieja Kołmogorowa. W 1955 roku obronił rozprawę kandydacką Вычислимые операции над перечислимыми множествам (Wyczislimyje opieracyi nad pierieczislimymi mnożestwam).
Autor książki Апология математики (Apołogija matiematiki). W 2010 roku został laureatem nagrody „Proswietitiel”